# Federico III de Salm-Kyrburg

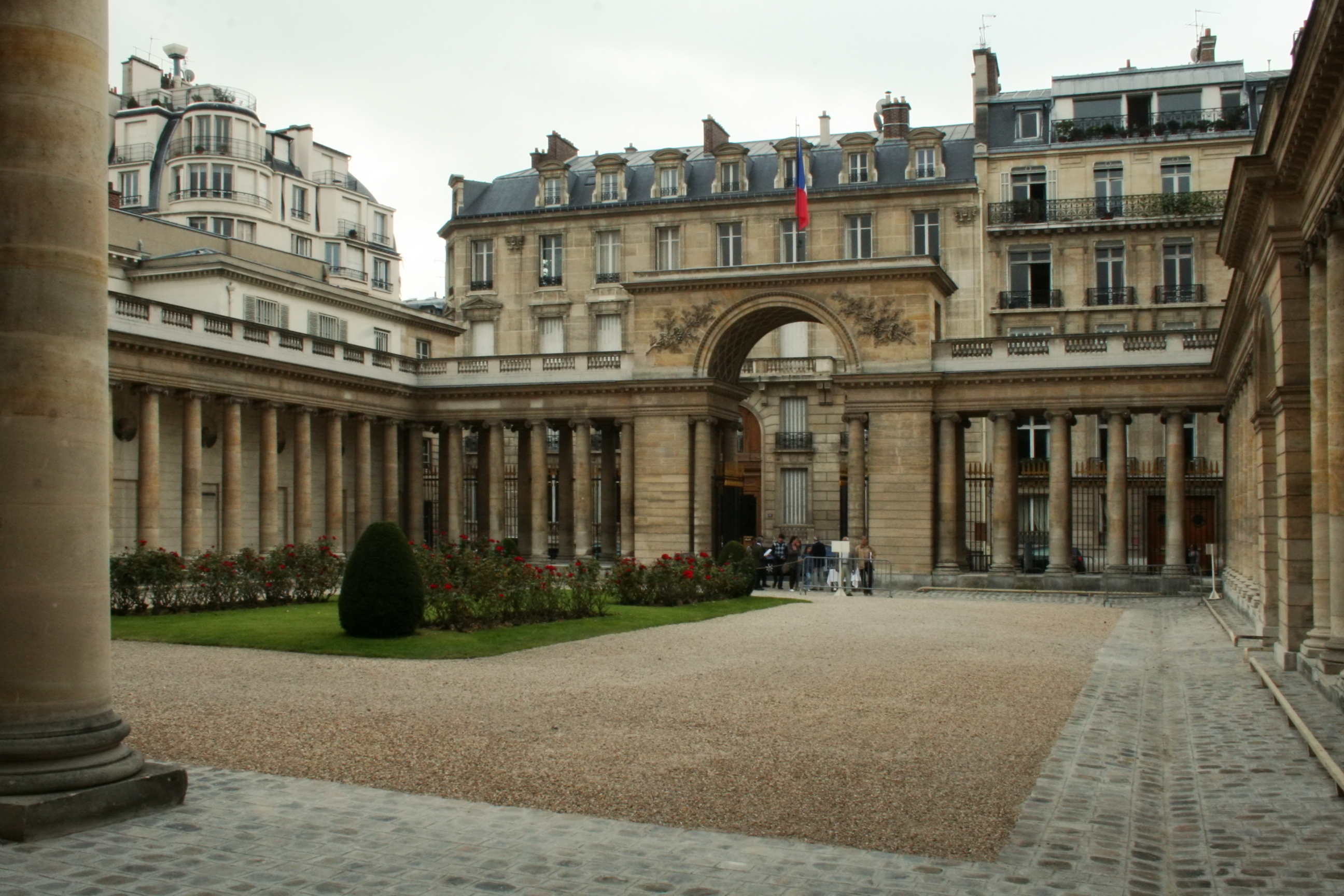
Patio del Hôtel de Salm.

Federico III de Salm-Kyrburg (Federico Juan Otón Francisco Cristian Felipe)  (Henri-Chapelle, Ducado de Limburgo, 3 de mayo de 1745-París, 23 de julio de 1794) fue príncipe de Salm-Kyrburg, Hornes, Overijse y Gemen, y conde de Solre-le-Château.

## Primeros años de vida
Hijo mayor del príncipe Felipe José I de Salm-Kyrburg y la princesa María Teresa de Hornes, creció en la corte francesa. Por parte de su madre, hija mayor del príncipe Maximiliano de Hornes, heredó todas las posesiones de la familia Hornes. Ostentó el título desde 1779 hasta su muerte en 1794.

## Patriotas de los Países Bajos
Federico desempeñó un importante papel como líder militar de la República Holandesa en las negociaciones con el emperador austríaco José II para desmantelar los tratados de la Barrera. Como comandante de la Legión del Rin, formada por el conde de Salm en 1784 durante la Guerra de la marmita, sus tropas estaban encargadas de defender la república.
El 12 de mayo de 1787, Federico condujo al ejército a Utrecht, pero cuando Federico Guillermo II de Prusia invadió la ciudad, el príncipe la abandonó sin presentar batalla. Su regimiento se retiró por Ámsterdam hacia Weesp, por lo que Federico fue muy criticado.
Existen distintas versiones de lo que sucedió después: Federico podría haberse ocultado durante unos meses en casa del banquero Henry Hope o haber huido con su hermano a Grumbach, en Renania-Palatinado. En verano de 1788, el político neerlandés Pieter Paulus se negó a recibirlo en una visita a París.
Durante la Revolución francesa se unió a la causa popular, convirtiéndose en comandante de un batallón de la Guardia Nacional. Su mansión pasó a ser el lugar de reunión de un ferviente club político.
No obstante, fue detenido el 2 de abril de 1794 y conducido a la prisión de los Carmelitas. Fue condenado a muerte el 23 de julio por el Tribunal Revolucionario por «no ser, bajo la máscara del patriotismo, otra cosa que un agente oculto de la coalición alemana contra Francia», según la sentencia. Ese mismo día fue guillotinado junto con Alejandro de Beauharnais, amante de su hermana Amalia. Ambos están enterrados en una de las fosas comunes del cementerio de Picpus.

### Matrimonio y descendencia
Federico se casó en 1781 con la princesa Juana Francisca de Hohenzollern-Sigmaringen. Tuvieron cuatro hijos, de los cuales solo uno llegó a la edad adulta:
- Filipina Federica Guillermina (1783-1786).
- Federico Enrique Otón (1785-1786).
- Federico Manuel Otón Luis Felipe Conrado (1786).
- Federico Ernesto Otón Antonio (1789-1859), sucesor de su padre.

## Legado
En 1782, encarga al arquitecto Pierre Rousseau la construcción del Hôtel de Salm. El príncipe se arruina y se ve incapaz de pagar la obra, por lo que en 1787, el propio arquitecto compra la mansión, en la que el príncipe vivirá como inquilino.
En 1804, la mansión se convierte en la sede de la Legión de Honor. Destruido por un incendio en 1871, el edificio fue reconstruido y desde entonces se conoce como «Palacio de la Legión de Honor».